# 尾辻かな子
尾辻 かな子（おつじ かなこ、1974年（昭和49年）12月16日 - ）は、日本の政治家、社会福祉士、介護福祉士。立憲民主党所属の衆議院議員（2期）。
大阪府議会議員（1期）、参議院議員（1期）、立憲民主党大阪府連合代表代行などを歴任した。

## 来歴
奈良県に生まれ、大阪府阪南市で育ち、1993年に兵庫県立夢野台高等学校を卒業。高校時代には、空手道全国選抜大会とアジアJr.空手道大会で優勝している。高知大学農学部森林科学科を中退後、韓国・ソウル大学校語学研究所への語学留学を経て、同志社大学商学部に入学。大学ではテコンドー同好会に所属し、シドニーオリンピックの予選へ出場した。
大学3年生を終えた2000年春、就職課の窓口で特定非営利活動法人ドットジェイピーの議員インターンシップのポスターを見て、これに応募。インターン生として茨木市議会議員の桂睦子のもとへ派遣された。
同年10月から再び桂の事務所に行き、翌2001年1月の市議選に向けて手伝いをした。同年3月、大学卒業。選挙活動を通じて知り合った市民団体の事務局に有給スタッフとして入った。

### 大阪府議会議員
2003年、尾辻は桂に「議員に挑戦してみたい」と相談した。桂は、引退の決意をかためて後継を探していた大阪府議会議員・堺市選挙区の山中紀代子を紹介した。ひと月ほど考えたのち、「やらせてください」と申し出ると、山中もそれを快諾した。選挙戦に臨むに当たり、尾辻は「自分が同性愛者であることを隠すことはしない」と決めていたが、支援メンバーの間にある「フレッシュな女性の市民派」として戦うという路線に乗るしかなかったという。尾辻はせめてもの主張として、選挙管理委員会に届け出る政治団体の名称を「尾辻かな子とレインボーネットワーク」とした。住民参加の政治や環境自治体づくりなど7つ掲げた政策の中に、「セクシャル・マイノリティー（性的少数者）の存在を、まず知ってください」という項目を盛り込んだ。4月13日に行われた大阪府議会議員選挙に堺市堺区選挙区（定数12）から無所属で立候補し、12番目の得票数で初当選した。当時の府議会で最年少当選だった。当選同期に松井一郎、井上哲也、今井豊、東徹、浦野靖人、森山浩行などがいる。
同年秋、性的少数者のための季刊誌『にじ』の第6号が発刊。尾辻のインタビューが掲載される。「私はいま、関西で活動する性的マイノリティのかたがたが連携して行政と向きあえる窓口となるようなNPOが作れないか、と考えています」と尾辻は語った。
2005年8月、『カミングアウト―自分らしさを見つける旅』（講談社）を出版。同性愛者であることを、著書を通じて初めて公表した。同10月、大阪府の社宅で住宅供給公社が運営管理する住宅について、高齢者だけではなく同性カップルなど、法律上の血縁親族以外の単身者同士でも共有住宅として入居できることを確認した。
2006年6月、米国務省のインターナショナル・ヴィジター・リーダーシップ・プログラム (International Visitor Leadership Program) に選ばれ、渡米してワシントンD.C.、サンフランシスコなど各地を訪問し見聞を広めた。

### 参議院議員選挙へ立候補

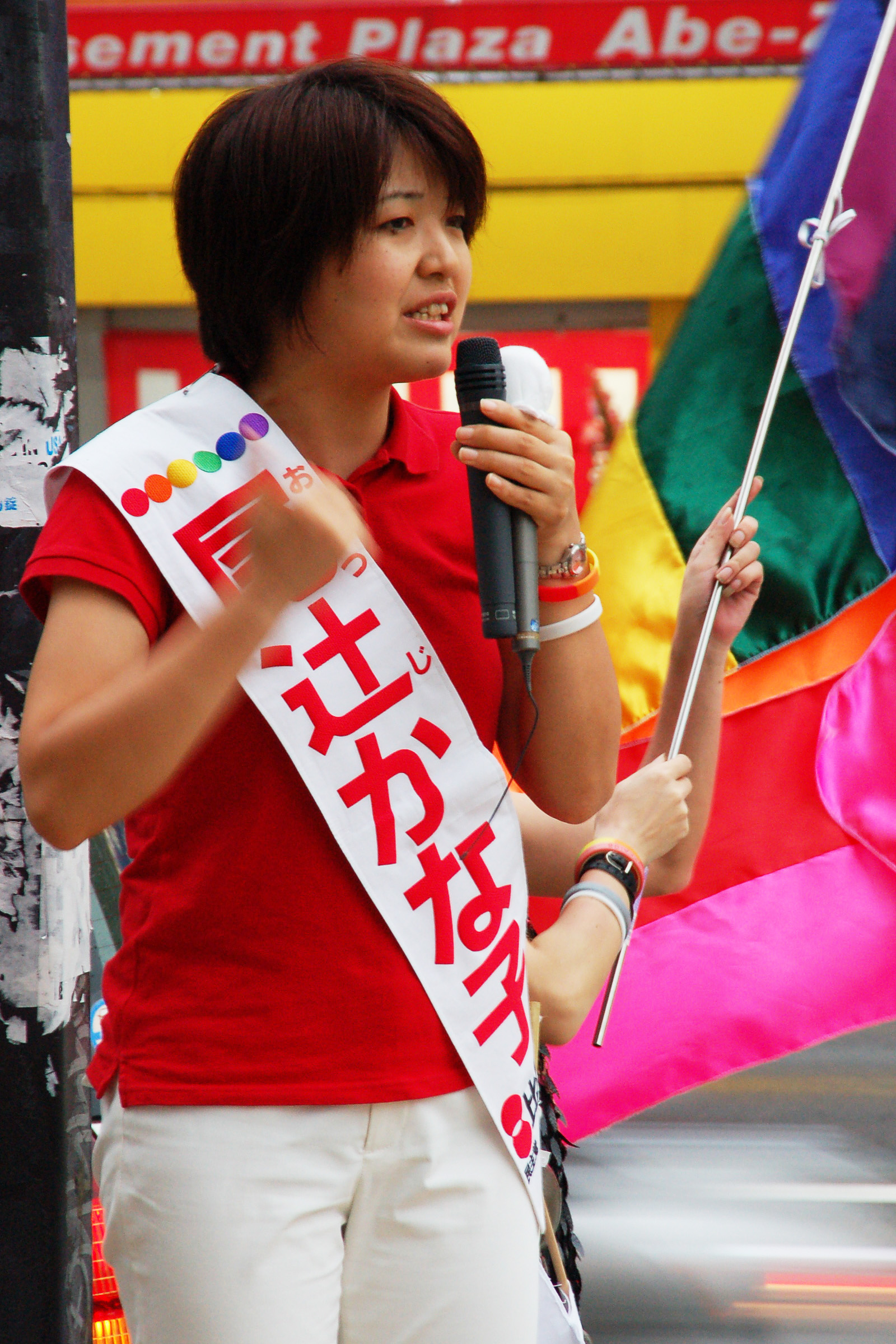
大阪市北区梅田にて（2007年7月）

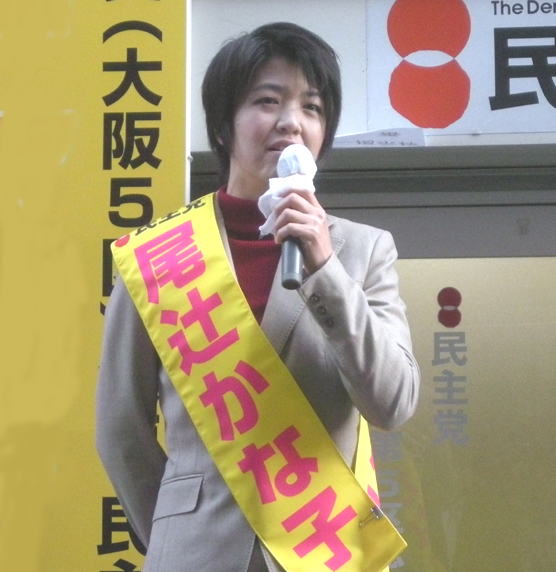
2012年12月、事務所前出発式での演説の様子

2007年4月の大阪府議選には、同年7月の第21回参議院議員通常選挙に立候補するため立候補を届け出ず、4月29日付けで任期を満了した。
同年5月17日、参議院議員選挙に立候補する意向を表明した。会見の場で、2003年に大阪での女性同性愛者の勉強会で知り合った、自身の事務所職員である木村真紀（村木真紀）と同性結婚式を行うと発表した。6月3日17時、名古屋市のお祭り「NLGR」が2001年から毎年行っている同性結婚式で、木村との挙式を行った。この同性結婚式（人前式）にはマスコミ関係者も参加し、小沢一郎や鳩山由紀夫といった民主党所属政治家からの祝電も寄せられた。
参院選には民主党の公認候補として比例区から立候補したものの、29位で落選した。その後木村とは別離している。
2008年、絵本『タンタンタンゴはパパふたり』を前田和男と共訳し出版。ヘルパー二級を取得し、介護施設で勤務した。
2012年12月16日の第46回衆議院議員総選挙に大阪5区から民主党公認候補（引退を表明した稲見哲男の後継）として立候補したが落選。
2013年5月に民主党参議院議員の室井邦彦が辞職したため、公職選挙法の規定により参議院議員に繰り上げ当選した。なお、日本でLGBTであることを公表した国会議員は尾辻が初めてとされる。同年7月の参議院選挙には立候補せず、任期満了。
2014年一般社団法人LGBT政策情報センターを設立し代表理事に就任。
2016年に結成された民進党では大阪2区総支部長に就任。

### 衆議院議員
2017年の第48回衆議院議員総選挙に立憲民主党公認で大阪2区から立候補することを表明した。10月22日の投開票の結果、尾辻は選挙区では自民党の左藤章に敗れ、次点の日本維新の会の椎木保の得票数より2万票以上も下回る大敗だったものの、立憲民主党が比例近畿ブロックで5議席獲得したことから、党内4番目の惜敗率（52.513％）により比例復活で初当選した。当選後は党大阪府連幹事長を務めた が、2018年11月退任。
2020年9月には、（新）立憲民主党の結党に参加した。
衆議院時代は厚生労働委員会、消費者問題に関する特別委員会（理事）に所属。2019年、2020年「三ッ星議員」、文藝春秋2020年の論点「注目すべき若手議員七人衆」に選出。
2021年10月31日投開票の第49回衆議院議員総選挙に再び立憲民主党公認で大阪2区より立候補したが、日本維新の会新人の守島正、自民党前職の左藤章に敗れ前回を下回る得票率19.0%で立候補者3人中最下位となり、比例復活もならずに落選した（左藤も比例復活できずに落選）。
2023年6月17日、立憲民主党大阪府連の常任理事会で、2021年の第49回衆議院総選挙において大阪10区から立候補して落選し、2022年の第26回参議院議員通常選挙で比例区で当選した辻元清美の後任として、大阪10区の党公認候補として擁立されることが決まった。
2024年10月27日の第50回衆議院議員総選挙では、小選挙区で日本維新の会前職の池下卓に敗れたものの、比例近畿ブロックの立憲民主党が4議席を確保する中で惜敗率が4番目の74.06%であったため比例復活。

## 政策・主張

### 外交・安全保障・憲法
- 憲法改正に反対[44]。
- 非核三原則を堅持すべきだ[44]。
- 安全保障関連法の成立を評価しない[44]。
- 安倍内閣による北朝鮮問題への取り組みを評価しない[44]。

### 経済問題
- 長期的に消費税率を10％よりも高くすることにどちらかと言えば反対[44]。
- アベノミクスを評価しない[44]。
- 幼稚園・保育所から大学まで教育を無償化すべきだ[44]。
- 「当面は財政再建のために歳出を抑えるのではなく、景気対策のために財政出動を行うべきだ」という意見に対してどちらかと言えば賛成[44]。
- 経済競争力を多少犠牲にしても格差是正を優先すべきだ[44]。
- 国債は安定的に消化されており、財政赤字を心配する必要はない[44]。
- 所得や資産の多い人に対する課税を強化すべきだ[44]。

### 社会
- 組織的な犯罪の処罰及び犯罪収益の規制等に関する法律（組織犯罪処罰法）の改正（共謀罪法）を評価しない[44]。
- 安倍内閣による森友学園問題・加計学園問題への対応を評価しない[44]。
- いますぐ原子力発電を廃止すべきだ[44]。
- ひとり親家庭やDINKSなど家族の形は多様でよい[44]。
- 選択的夫婦別姓制度導入に賛成[44]。
- 受動喫煙防止を目的に飲食店等の建物内を原則禁煙とする健康増進法改正に賛成[45]。
- 2022年11月下旬、尾辻は大阪駅構内に掲載された、漫画のキャラクターがバニーガールの服装や水着などを着て肌を露出させている広告を取り上げ、「2022年の日本、女性の性的なイラストが堂々と駅出口で広告になるのか…。」と自身のtwitter上に投稿した。この投稿は1万4000件以上リツイートされるなど反響を呼び、尾辻に賛同する声もあった一方、「あなたが性的に見ているだけ」「だから落選する」などの批判も寄せられた[46]。

## 不祥事・批判
- 2007年6月8日と15日に、全国市民オンブズマン連絡会議によると大阪府監査委員は、2004・2005年度当時に府議らへ支給された政務調査費の一部が調査研究以外の目的に支出された「目的外支出」であるとの結果を発表し、返還勧告した。尾辻も大阪府議会議員時代の目的外支出を指摘された[47][48]。

- 2021年10月15日に尾辻の選挙カーが大阪市内のコンビニの「車椅子マーク」が描かれた障害者用駐車スペースの隣に寄せた形かつ、コンビニの出入り口へ駐車[49]していたことが批判され、ツイッターで謝罪した[50]。

## 所属していた議員連盟
- 日韓議員連盟[51]
- LGBTに関する課題を考える議員連盟[52]
- 超党派 NPO議員連盟
- 立憲民主党動物愛護議員連盟[53]

## 著作
- 『カミングアウト―自分らしさを見つける旅』講談社、2005年8月。ISBN 978-4062130905。
- (共著)『パートナーシップ・生活と制度—結婚、事実婚、同性婚』(杉浦郁子、野宮亜紀、大江千束、尾辻かな子ほか著)（緑風出版、2007年） ISBN 978-4846107017
- (共著)『セクシュアルマイノリティをめぐる学校教育と支援〜エンパワメントにつながるネットワークの構築にむけて』(加藤慶・渡辺大輔編著/尾辻かな子ほか著)日本図書館協会選定図書（開成出版、2010年） ISBN 978-4876034284
  - 『同・増補版』（開成出版、2012年） ISBN 978-4876034581

## 訳書
- ジャスティン・リチャードソン、ピーター・パーネル、ヘンリー・コール『タンタンタンゴはパパふたり』（原題：And Tango Makes Three）前田和男との共訳（ポット出版、2008年） ISBN 978-4780801156

## 出演
- 『ハートをつなごう』 ゲイ／レズビアン編、LGBT編、ダブルマイノリティ編（NHK教育）
- 『ETVワイド ともに生きる　LGBT』 （NHK教育）
- 『情報ライブ ミヤネ屋』 （讀賣テレビ）
- 『イブニング・ファイブ』 （TBSテレビ）
- 『スーパーモーニング』 （テレビ朝日）
- 『ニュースJAPAN』 （フジテレビ）
- 『ポリタスTV』（YouTube）

## 選挙歴
| 当落 | 選挙                     | 執行日         | 年齢 | 選挙区       | 政党       | 得票数    | 得票率 | 定数 | 得票順位 /候補者数 | 政党内比例順位 /政党当選者数 |
| ---- | ------------------------ | -------------- | ---- | ------------ | ---------- | --------- | ------ | ---- | ------------------ | ---------------------------- |
| 当   | 2003年大阪府議会議員選挙 | 2003年4月13日  | 28   | 堺市選挙区   | 無所属     | 1万5254票 | ーー   | 10   | 10/12              | /                            |
| 繰当 | 第21回参議院議員通常選挙 | 2007年07月29日 | 32   | 参議院比例区 | 民主党     | 3万8229票 | ーー   | 48   | /                  | 29/20                        |
| 落   | 第46回衆議院議員総選挙   | 2012年12月16日 | 38   | 大阪府第5区  | 民主党     | 4万6378票 | 22.47% | 1    | 3/3                | 23/3                         |
| 比当 | 第48回衆議院議員総選挙   | 2017年10月22日 | 42   | 大阪府第2区  | 立憲民主党 | 4万8018票 | 23.05% | 1    | 3/3                | 4/5                          |
| 落   | 第49回衆議院議員総選挙   | 2021年10月31日 | 46   | 大阪府第2区  | 立憲民主党 | 4万7487票 | 19.05% | 1    | 3/3                | 17/3                         |
| 比当 | 第50回衆議院議員総選挙   | 2024年10月27日 | 49   | 大阪府第10区 | 立憲民主党 | 5万8971票 | 32.68% | 1    | 2/3                | 4/4                          |